# CD Santurtzi
Club Deportivo Santurtzi Kirol Elkartea is een Spaanse voetbalclub uit Santurtzi die uitkomt in de Tercera División. De club werd in 1952 opgericht.